# Medal of Honor: Infiltrator
Medal of Honor: Infiltrator je střílečka z pohledu třetí osoby, šestý díl série Medal of Honor a druhá hra pro Game Boy Advance. Hru vyvinula společnost Netherock Ltd. a vydala EA Games v Severní Americe v listopadu 2003 a v Evropě a Japonsku v prosinci 2003.

## Hratelnost
Ve hře se hráč ujme role desátníka Jakea Murphyho, který má splnit pět misí, aby porazil Osu v některých z nejslavnějších bitev druhé světové války. Celkem 15 levelů je po třech rozděleno  do 5 kampaní. Infiltrator je technicky vzato jak střílečka z pohledu třetí osoby s pevným pohledem, tak střílečka z pohledu první osoby smíchaná dohromady. Použitím propojovacího kabelu podporuje Infiltrator až dva hráče. Hra obsahuje také možnost připojení k Nintendo GameCube, která propojuje hru i GameCube verzi Medal of Honor: Rising Sun. Po splnění všech misí se hráči odemkne „Survival Mode“, jehož cílem je zjistit, jak dlouho dokáže hráč ve hře přežít, poté se hráč pokouší překonat své nejvyšší dosažené skóre. Dokončením hry se splněnými bonusovými cíli se odemkne režim „Max GI Mode“, ve kterém musí hráč dokončit všechny mise, aniž by vypnul herní systém.